# 국학
국학(國學)은 유교 진흥책의 하나로서 설립된 신라의 교육 기관이다. 신라의 지배 체제가 삼국통일 이후 성숙해짐에 따라 유교 이념의 교육과 관리 양성의 필요성으로 설립되었다.

## 설치
신문대왕 2년(682년)에 설치되어 성덕대왕 16년(717년) 당으로부터 공자와 그 제자들의 화상을 들여와 국학에 안치하였으며, 경덕대왕 6년(747년) 국학에 제업박사(諸業博士)와 조교(助敎)를 두었고, 국학의 이름을 태학감(太學監)으로 고쳤다. 혜공대왕 12년(776년)에 다시 국학으로 환원하였다.

## 교육 내용
교육 내용은 4과(四科)로 나누어 경의(經義, 경서) 즉, 《논어(論語)》, 《효경(孝經)》, 《서경(書經, 상서尙書)》, 《시경(詩經, 모시毛詩)》, 《주역(周易, 역경易經)》, 《춘추(春秋, 좌전左傳, 곡량전穀梁傳, 공양전公羊傳)》, 《예기(禮記)》, 《문선(文選)》, 《산학(算學, 수학數學)》 등을 가르쳤다. 이중 논어, 효경을 필수 과목으로 하였다. 그 외 5경과 문선, 수학을 학습시켰다.

## 학생
학생은 15~30세의 귀족 자제로서 대사(大舍) 이하 무위(無位)까지이다. 학생 중 능력이 부족하면 퇴학시키고, 재질이 성취할만 하되 미숙한 자는 9년을 넘어서도 재학하게 된다. 졸업자는 대나마(大奈麻), 나마(奈麻)의 관위를 주었다. 교수는 박사, 조교 등이 있었다.

## 결과
결과적으론 골품제의 제약과 진골귀족들의 관리 독점에 의해 큰 실효는 거두지 못하였다. 하지만 국학으로 인해 학문과 유학을 신라 사회에 널리 보급시켜 무치주의의 신라 사회를 문치주의로 바꾸는 계기가 되어 고려 시대에 유교를 확립시키고 과거 제도를 도입하는 계기가 되었다.

## 같이 보기
- 독서삼품과
- 태학
- 국자감
- 성균관
- 향교

## 참고 문헌
- 이 문서에는 다음커뮤니케이션(현 카카오)에서 GFDL 또는 CC-SA 라이선스로 배포한 글로벌 세계대백과사전의 내용을 기초로 작성된 글이 포함되어 있습니다.